# Аль-Валід ібн Талал Аль Сауд
Принц аль-Валід ібн Талал ібн Абдель Азіз Аль Сауд (араб. الوليد بن طلال بن عبد العزيز آل سعود нар. 7 березня 1955), більше відомий як принц аль-Валід — член Саудівської королівської родини, племінник нинішнього короля Салмана, підприємець і міжнародний інвестор. Заробив свої статки на інвестиційних проектах і покупці акцій. У 2007 році його власний капітал оцінювався в $ 21,5 млрд (за даними журналу «Forbes»). Аль-Валід ібн Талал аль-Сауд займає 22 рядок у списку найбагатших людей світу. Журнал «Time» дав йому прізвисько «аравійський Воррен Баффетт».

## Біографія
Аль-Валід — онук засновника Саудівської Аравії короля Абдель Азіза ібн Сауда. По матері — онук Ріада ас-Сольха, першого прем'єр-міністра незалежного Лівану. Двоюрідний брат марокканських принців Мулай Хішама та Мулай Ісмаїла (Їх матері — рідні сестри). Ще одна тітка принца була дружиною Омара Караме — іншого прем'єр-міністра Лівану.
Аль-Валід має ступінь бакалавра наук (Коледж Menlo, 1979) і магістра (школа Максвелла зі зв'язків з громадськістю Сіракузького університету, 1985). Йому також надано ступінь доктора філософії від Міжнародного Університету Ексетера.
Тричі розлучений. Його першою дружиною була Далал — дочка його дядька короля Сауда, в цьому шлюбі народилися принц Халед і принцеса Рим. Друга дружина — Іман ас-Судайрі. У 2006 році познайомився зі своєю третьою дружиною — Амірою (нар. 1983) — і відразу зробив їй пропозицію. У 2014-му вони розлучилися.
За даними ЗМІ, саудівський король Салман ухвалив рішення про призначення принца аль-Валіда майбутнім послом Саудівської Аравії в Ізраїлі.

## Бізнес
Аль-Валід розпочав свій бізнес в 1979 році після закінчення коледжу Menlo. Він взяв кредит на суму $ 300 000 і став посередником у справах з іноземними фірмами, бажаючими зайнятися комерцією у Саудівській Аравії.
Дії принца як інвестора дали значні прибутки, коли він купив істотну частку у Citicorp в 1990-х (в той час вона була у фінансовій кризі) з початковими інвестиціями $ 550 млн, щоб врятувати від повного розорення Citibank і віддати позику американському банку і латиноамериканським фірмам. Він вклав всі свої зкошти і врятував Citibank від цілковитої руйнації. 50 % всього стану аль-Валіда приніс Citibank.
Співпрацював з Біллом Гейтсом, будучи одним із співвласників Four Seasons Hotels, і в 2004 році надавав підтримку Microsoft в експансії у Саудівській Аравії.
Він також зробив великі інвестиції в AOL, Apple Inc, Worldcom, Motorola, News Corporation Ltd та ЗМІ.

## Стиль життя
Принц першим у світі замовив собі особистий Airbus A380 Super Jumbo. Ціна контракту склала $ 488 млн дол. США. У літаку є оброблена мармуром турецька лазня, концертний зал на десять місць і гараж для «роллс-ройс». Крім того, в літаку виділено кілька окремих номерів, при кожному з яких є каплиця з електронним молитовним килимком, що завжди дивиться у бік Мекки. Є спеціальна «кімната благоденства» з велетенським екраном на підлозі, на якому видно землю внизу

## Арешт
4 листопада 2017 заарештований в числі 11 принців і декількох колишніх міністрів за декілька годин після призначення наслідного принца Мухаммада ібн Салмана главою спеціально створеного антикорупційного комітету.

## Нагороди
| Країна                | Дата            | Нагорода                                                         | Літери                                                           |        |
| --------------------- | --------------- | ---------------------------------------------------------------- | ---------------------------------------------------------------- | ------ |
| Саудівська Аравія     | 2002—           | Кавалер Великий стрічки ордена короля Абдель-Азіза               | Кавалер Великий стрічки ордена короля Абдель-Азіза               |        |
| Йорданія              | 1997—           | Кавалер Великий стрічки ордена Зірки Йорданії                    | Кавалер Великий стрічки ордена Зірки Йорданії                    |        |
| Республіка Корея      | 1999—           | Кавалер ордена Дипломатичних заслуг 3 класу                      | Кавалер ордена Дипломатичних заслуг 3 класу                      |        |
| Бруней                | 2001—           | Кавалер ордена Королівської родини Брунею 1 класу                | Кавалер ордена Королівської родини Брунею 1 класу                | DK     |
| Ліван                 | 2002—           | Гранд-офіцер                                                     | ордена Кедра                                                     |        |
| Ліван                 | 1998—2002       | Командор                                                         | ордена Кедра                                                     |        |
| Туніс                 | 2002—           | Кавалер Великий стрічки ордена Республіки                        | Кавалер Великий стрічки ордена Республіки                        |        |
| Туніс                 | 2003—           | Кавалер Великий стрічки ордена 7 листопада 1987 року             | Кавалер Великий стрічки ордена 7 листопада 1987 року             |        |
| Боснія та Герцоговина | 2003—           | Президентська медаль                                             | Президентська медаль                                             |        |
| Буркіна-Фасо          | 2003—           | Командор Національного ордена Буркіна-Фасо                       | Командор Національного ордена Буркіна-Фасо                       |        |
| Гвінея                | 2003—           | Командор Національного ордена Заслуг                             | Командор Національного ордена Заслуг                             |        |
| Екваторіальна Гвінея  | 2003—           | Кавалер Великого хреста ордена Екваторіальної Гвінеї             | Кавалер Великого хреста ордена Екваторіальної Гвінеї             |        |
| Нідерланди            | 2003—           | Офіцер ордена Оранских-Нассау                                    | Офіцер ордена Оранских-Нассау                                    |        |
| Сенегал               | 2003—           | Гранд-офіцер Національного ордена Лева                           | Гранд-офіцер Національного ордена Лева                           |        |
| Того                  | 2003—           | Гранд-офіцер ордена Моно                                         | Гранд-офіцер ордена Моно                                         |        |
| Габон                 | 2004—           | Кавалер Великого хреста Національного ордена Заслуг              | Кавалер Великого хреста Національного ордена Заслуг              |        |
| Чад                   | 2004—           | Гранд-офіцер Національного ордена Чаду                           | Гранд-офіцер Національного ордена Чаду                           |        |
| Комори                | 2004—           | Командор ордена Зірки Анжуан                                     | Командор ордена Зірки Анжуан                                     |        |
| Джибуті               | 2004—           | Командор ордена Великої Зірки Джибуті                            | Командор ордена Великої Зірки Джибуті                            |        |
| Джибуті               | 2004—           | Президентська медаль                                             | Президентська медаль                                             |        |
| Джибуті               | 2004—           | Ювілейна медаль «20 років незалежності Республіки Джибуті»       | Ювілейна медаль «20 років незалежності Республіки Джибуті»       |        |
| Бенін                 | 2005—           | Великий офіцер Національного ордена Беніну                       | Великий офіцер Національного ордена Беніну                       |        |
| Гамбія                | 2005—           | Великий офіцер ордена Республіки Гамбія                          | Великий офіцер ордена Республіки Гамбія                          |        |
| Кенія                 | 2005—           | Командувач ордена Золотого серця                                 | Командувач ордена Золотого серця                                 | C.G.H. |
| Ліберія               | 2005—           | Кавалер Великого хреста ордена Зірки Африки                      | Кавалер Великого хреста ордена Зірки Африки                      |        |
| Малі                  | 2005—           | Командор Національного ордена Малі                               | Командор Національного ордена Малі                               |        |
| Кот-д'Івуар           | 2006—           | Кавалер Великого хреста ордена Республіки Кот-д'Івуар            | Кавалер Великого хреста ордена Республіки Кот-д'Івуар            |        |
| Гана                  | 2006—           | Компаньйон ордена Вольти                                         | Компаньйон ордена Вольти                                         |        |
| Нігер                 | 2006—           | Кавалер Великого хреста ордена Заслуг                            | Кавалер Великого хреста ордена Заслуг                            |        |
| Пакистан              | 2006—           | Hilal-e-Imtiaz                                                   | Hilal-e-Imtiaz                                                   | HI     |
| Сирія                 | 2006—           | Командор ордена Омеядів 1 класу                                  | Командор ордена Омеядів 1 класу                                  |        |
| Франція               | 2006—           | Командор ордена Почесного легіону                                | Командор ордена Почесного легіону                                |        |
| Уганда                | 2006—           | Великий командор ордена Перлини Африки                           | Великий командор ордена Перлини Африки                           |        |
| Філіппіни             | 2007—           | Гранд-офіцер ордена Золотого серця                               | Гранд-офіцер ордена Золотого серця                               |        |
| Китайська Республіка  | 2007—           | Кавалер Великий стрічки ордена Діамантової зірки                 | Кавалер Великий стрічки ордена Діамантової зірки                 |        |
| Еритрея               | 2008—           | Кавалер ордена Державного герба                                  | Кавалер ордена Державного герба                                  |        |
| Болгарія              | 2009—           | Кавалер ордена «Мадарський вершник»                              | Кавалер ордена «Мадарський вершник»                              |        |
| Мадагаскар            | 2009—           | Кавалер Великого хреста 1 класу Національного ордена Мадагаскара | Кавалер Великого хреста 1 класу Національного ордена Мадагаскара |        |
| ЦАР                   | 2009—           | Кавалер Великого хреста ордена Заслуг                            | Кавалер Великого хреста ордена Заслуг                            |        |
| Ємен                  | 2009—           | Кавалер ордена Об'єднання 2 класу                                | Кавалер ордена Об'єднання 2 класу                                |        |
| Кабо-Верде            | 2010—           | Медаль ордена Амілкар Кабрала                                    | Медаль ордена Амілкар Кабрала                                    |        |
| В'єтнам               | 2010—           | Кавалер ордена Дружби                                            | Кавалер ордена Дружби                                            |        |
| Лаос                  | 2010—           | медаль Пошани                                                    | медаль Пошани                                                    |        |
| Бурунді               | 2011—           | Кавалер ордена Республіки                                        | Кавалер ордена Республіки                                        |        |
| Мавританія            | 2011—           | Гранд-офіцер Національного ордена Заслуг                         | Гранд-офіцер Національного ордена Заслуг                         |        |
| Марокко               | 2011—           | Кавалер Великого хреста ордена Алауїтського трону                | Кавалер Великого хреста ордена Алауїтського трону                |        |
| Судан                 | 2011—           | Кавалер ордена Республіки                                        | Кавалер ордена Республіки                                        |        |
| Бахрейн               | 2012—           | Кавалер ордена Мужності                                          | Кавалер ордена Мужності                                          |        |
| Бангладеш             | 2012—           | Кавалер ордена Дружби                                            | Кавалер ордена Дружби                                            |        |
| Мальта                | 2012—           | Почесний компаньйон ордена Заслуг                                | Почесний компаньйон ордена Заслуг                                | K.O.M. |
| Сьєрра-Леоне          | 2013—           | Кавалер ланцюзі ордена Республіки                                | Кавалер ланцюзі ордена Республіки                                | GCRSL  |
| Палестина             | 5 березня 2014— | Кавалер Великий стрічки ордена Пошани                            | Кавалер Великий стрічки ордена Пошани                            |        |
| Монако                | 29 жовтня 2015— | Гранд-офіцер ордена Грімальді                                    | Гранд-офіцер ордена Грімальді                                    |        |